# Afonso Rodrigues da Silva
Afonso Rodrigues da Silva (Luanda, 24 luglio 1974 – Luanda, 24 marzo 2024) è stato un cestista angolano.

## Carriera
Con l'Angola disputò i Campionati del mondo del 2002 e due edizioni dei Campionati africani (1997, 2003)